# Sumampattus hudsoni
Sumampattus hudsoni är en spindelart som beskrevs av Galiano 1996. Sumampattus hudsoni ingår i släktet Sumampattus och familjen hoppspindlar. Inga underarter finns listade i Catalogue of Life.